# Alexis Knapp
Alexis Merizalde Knapp (Avonmore, Pensilvânia, 31 de julho de 1989) é uma atriz americana conhecida pelo seus papéis nos filmes de comédia Project X e Pitch Perfect.

## Vida pessoal
Filha de Marjorie e o falecido Bradford Elwood Knapp, Alexis tem dois irmãos. Namorou o ator Ryan Phillippe no verão de 2010, e se separou em setembro do mesmo ano. Depois do termino, Alexis descobriu que estava grávida e deu a vida a uma menina, Kailani Merizalde Phillippe-Knapp, em 1 de julho de 2011. O pai da criança estava presente durante o nascimento.

## Carreira
Aos 18 anos, Alexis se mudou para Los Angeles. Trabalhou como modelo antes de virar atriz. Ela apareceu em Percy Jackson & the Olympians: The Lightning Thief como uma filha de Afrodite e em Couples Retreat. Em 2012, participou dos filmes Project X, Pitch Perfect e So Undercover, que ajudou a atriz ganhar notoriedade na mídia. Durante 2013 até 2014, ela fez vários papéis de séries à filmes até que foi escalada para viver a personagem Dana em The Anomaly, filme estrelando Ian Somerhalder. Em 2015 voltou a interpretar Stacie Conrad na sequência de Pitch Perfect.

## Filmografia
| Filmes    | Filmes                                             | Filmes            | Filmes                                |
| Ano       | Título                                             | Papel             | Notas                                 |
| --------- | -------------------------------------------------- | ----------------- | ------------------------------------- |
| 2009      | Couples Retreat                                    | Dançarina         |                                       |
| 2010      | Percy Jackson & the Olympians: The Lightning Thief | Filha de Afrodite |                                       |
| 2012      | Project X                                          | Alexis            |                                       |
| 2012      | Pitch Perfect                                      | Stacie Conrad     |                                       |
| 2012      | So Undercover                                      | Taylor Jaffe      |                                       |
| 2013      | Vamp U                                             | Samantha          |                                       |
| 2013      | Cavemen                                            | Kat               |                                       |
| 2014      | Grace                                              | Jessica           |                                       |
| 2014      | The Dorm                                           | Vivian            |                                       |
| 2014      | The Anomaly                                        | Dana              |                                       |
| 2015      | Pitch Perfect 2                                    | Stacie Conrad     |                                       |
| 2015      | Urge                                               | Joey              |                                       |
| 2015      | One                                                |                   |                                       |
| 2017      | Pitch Perfect 3                                    | Stacie Conrad     | Participação                          |
| Televisão |                                                    |                   |                                       |
| Ano       | Título                                             | Papel             | Notas                                 |
| 2013      | Family Guy                                         | Voz               | Episódio: "Valentine's Day in Quahog" |
| 2013      | Super Fun Night                                    | Clamantha         | Episódio: "Piloto"                    |
| 2013-2014 | Ground Floor                                       | Tori              |                                       |